# Johann Adam Schall von Bell
Johann Adam Schall von Bell (kínai nevén 汤若望 / 汤若望, pinjin Tang Ruowang, valószínűleg Köln, 1592. május 1. – Peking, 1666. augusztus 15.) jezsuita, csillagász, matematikus és misszionárius.

## Élete
1618-ban elhagyta egy portugál hajó Lisszabont egy csoport misszionáriussal – köztük Bellel –, Nicolas Trigault vezetése alatt Kína felé. A következő évben a csoport elérte Makaó portugál gyarmatot ahol Schall von Bell egy kis időt töltött kínai nyelv tanulásával. Kínán belül 1622-ben kezdte a missziós munkát.
Schall von Bellt és Giacomo Rhot 1630-ban küldték Pekingbe, hogy folytassa a kínai naptár megreformálását az elhunyt Johann Schreck után. Részt vett az úgynevezett Chongzhen naptár módosításában és összeállításában. A naptár pontosabb előrejelzéseket adott a Nap és a Hold fogyatkozásokra. Fő eredménye az asztronómia terén, hogy tolmácsolni tudta az európai eredményeket.
Miután a Csing-dinasztia került hatalomra, Schall von Bell bejutott a Sun-cse kínai császár hivatalába és egyik megbízható tanácsadója lett. Megtették mandarinnak és igazgatója lett a császári
obszervatóriumnak. 1661-ben jóslatai nem váltak be, ezért megvádolták a császár halálával. Halálra ítélték, de Verbiest jezsuita közbenjárására kiszabadult.

## Emlékezete
A német posta megemlékezett 1992-ben Bell születésének 400. évfordulójára.